# Grande Divergência

Estimativas de Maddison para o PIB per capita, medido em paridade de poder de compra, em dólares internacionais de 1990, selecionadas para países europeus e asiáticos entre 1500 e 1950, mostrando o crescimento explosivo de algumas nações européias depois de 1800.

Grande Divergência, um termo cunhado por Samuel Huntington (também conhecida como o milagre europeu, termo cunhado por Eric Jones, em 1981), refere-se ao processo pelo qual o mundo ocidental (isto é, a Europa Ocidental e as partes do Novo Mundo onde o seu povo tornou-se a população dominante) superou as restrições pré-modernas de crescimento durante o século XIX como a civilização mundial mais poderosa e rica da época, eclipsando China Qing, a Coréia Joseon, a Índia Mogol, o Japão Tokugawa, a Pérsia Safávida e a Turquia Otomana.
O processo foi acompanhado e reforçado pela Era dos Descobrimentos e pelo subsequente aumento dos impérios coloniais, a Era do Iluminismo, a Revolução Comercial, a Revolução Científica e, finalmente, a Revolução Industrial. Estudiosos têm proposto uma grande variedade de teorias para explicar por que a grande divergência aconteceu, incluindo intervenções do governo, geografia e tradições consuetudinárias.
Antes da Grande Divergência, as áreas centrais desenvolvidas incluíam a Europa Ocidental, Oriente Médio, Subcontinente Indiano e Extremo Oriente. Em cada uma destas áreas centrais, diferentes instituições políticas e culturais permitiram diversos graus de desenvolvimento. China, Europa Ocidental e Japão se desenvolveram a um nível relativamente alto e começaram a enfrentar as restrições de energia e uso da terra, enquanto a Índia ainda possuía grandes quantidades de recursos naturais não utilizados. O Oriente Médio era mais avançado do que a Europa Ocidental em 1000 d.C., no mesmo nível em meados do século XVI, mas em 1750, os principais estados do Oriente Médio haviam ficado para trás dos principais estados da Europa Ocidental, Grã-Bretanha e Holanda.
Mudanças na política do governo do mercantilismo para o liberalismo laissez-faire ajudou no desenvolvimento ocidental. Por exemplo, a França e a Espanha desenvolveram monarquias absolutas baseadas em altos impostos e monopólios apoiados pelo Estado, levando ao declínio econômico. A República Holandesa era controlada por mercadores, enquanto o Parlamento ganhou o controle do Reino da Inglaterra após uma longa luta que culminou na Revolução Gloriosa. Esses arranjos se mostraram mais hospitaleiros para o desenvolvimento econômico.
Avanços tecnológicos, tais como ferrovias, barcos a vapor, mineração e agricultura foram abraçados de uma forma mais profunda pelo ocidente do que pelo oriente durante a Grande Divergência. A tecnologia levou à industrialização e a uma crescente complexidade econômica em áreas como agricultura, comércio de combustível e recursos, o que ainda separa o oriente do ocidente. A utilização do carvão na Europa como um substituto energético para a madeira em meados do século XIX, deu ao continente uma vantagem importante na produção moderna de energia. Embora a China tenha usado o carvão mais cedo durante as dinastias Song e Ming, seu uso declinou devido à mudança da indústria chinesa para o sul, longe de grandes depósitos, durante a destruição causada pelas invasões mongóis e jurchens entre os anos 1100 e 1400. O ocidente também tinha a vantagem de possuir quantidades maiores de matérias-primas e um substancial mercado comercial. A China e a Ásia em geral participaram do comércio, mas a colonização trouxe vantagens ao ocidente.